# Stavern (Vestfold)
Stavern is een plaats in de Noorse gemeente Larvik, provincie Vestfold. Stavern telt 5641 inwoners (2007) en heeft een oppervlakte van 4,07 km².

## Bezienswaardigheden
- Staverns fort, van 1666.
- Stavern kirke, houten kerk van 1756.
- Fredriksvern, 18e-eeuws marinesteunpunt.
- Minnehalle, monument voor gevallen zeelieden in de Eerste en Tweede Wereldoorlog.

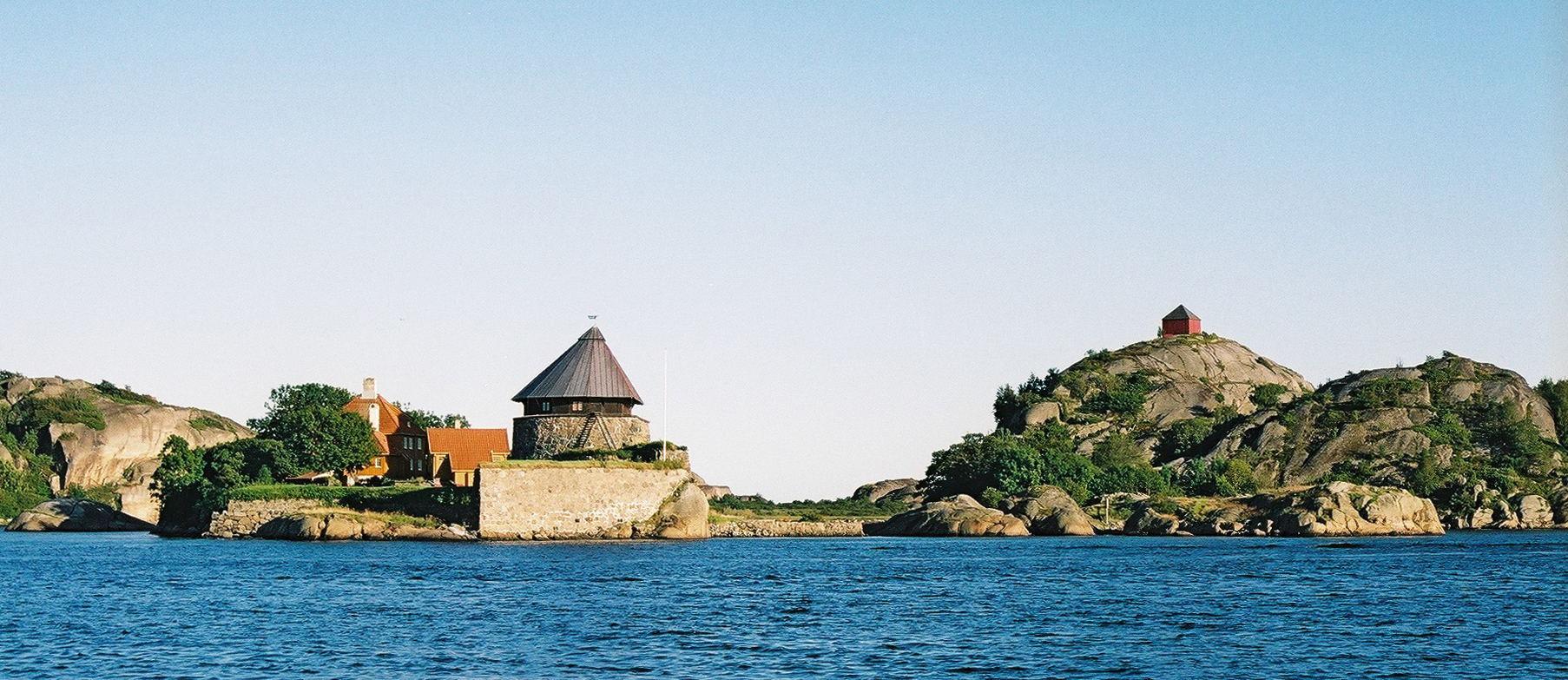
Staverns fort
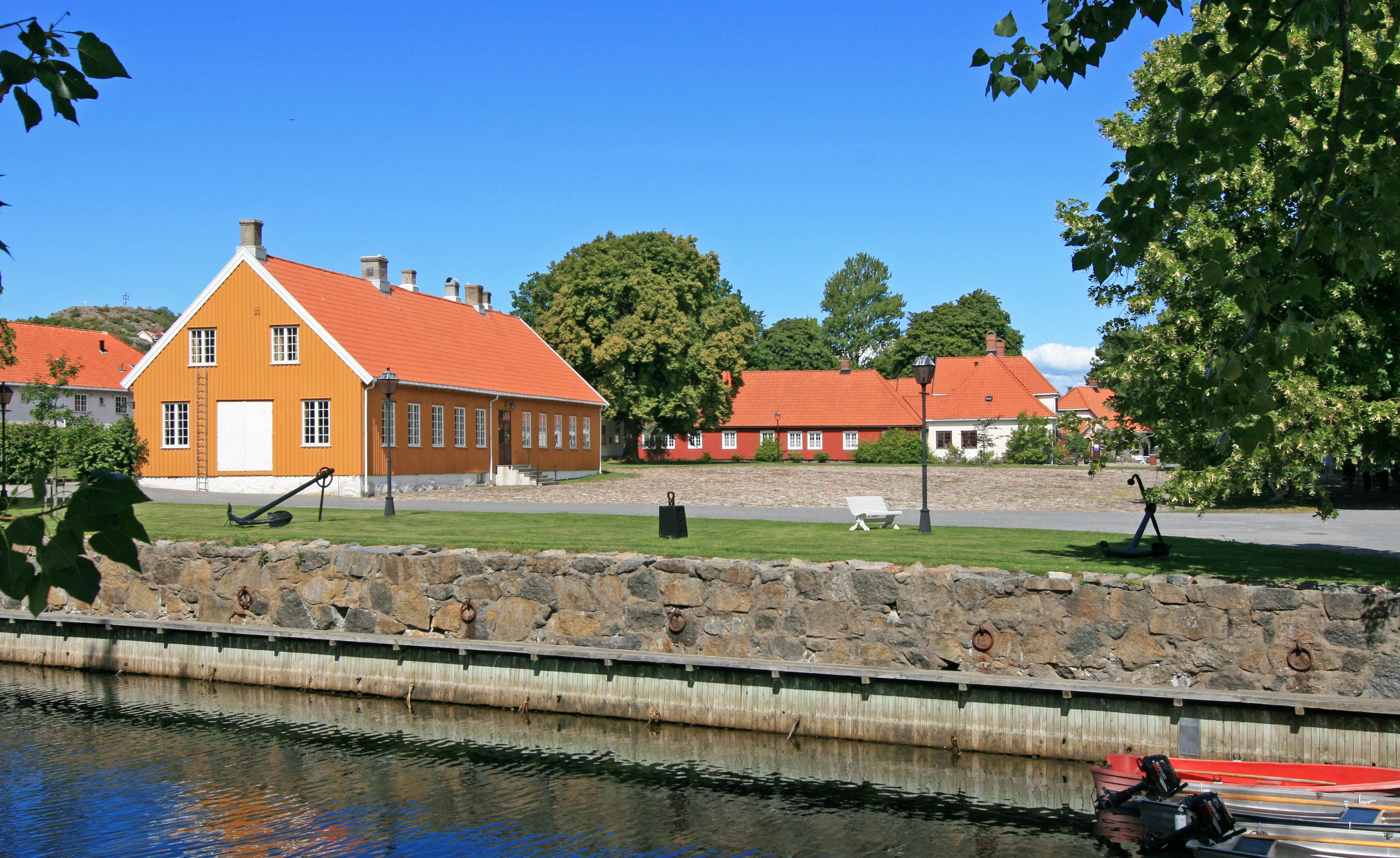
Fredriksvern
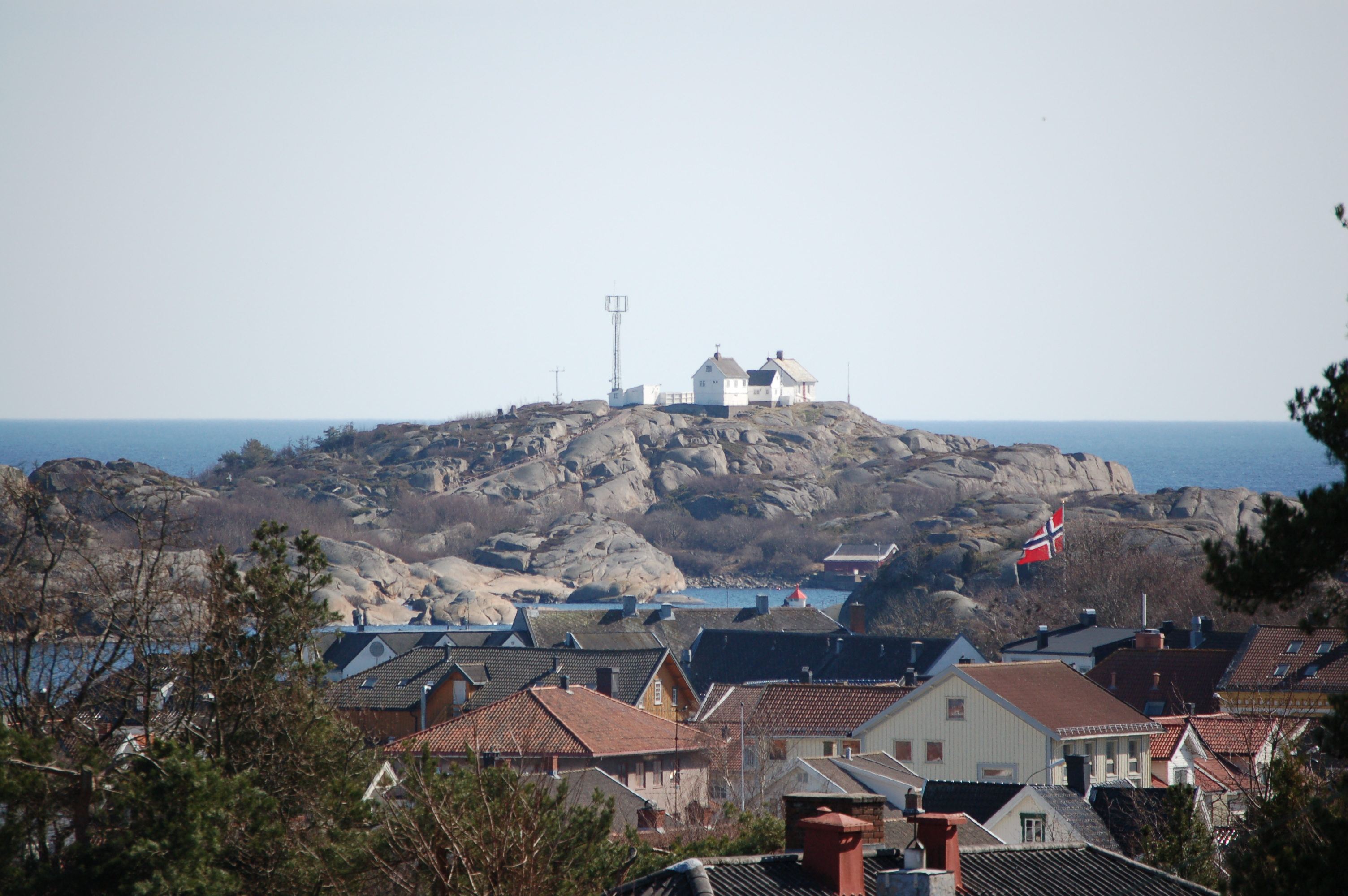
Vuurtoren
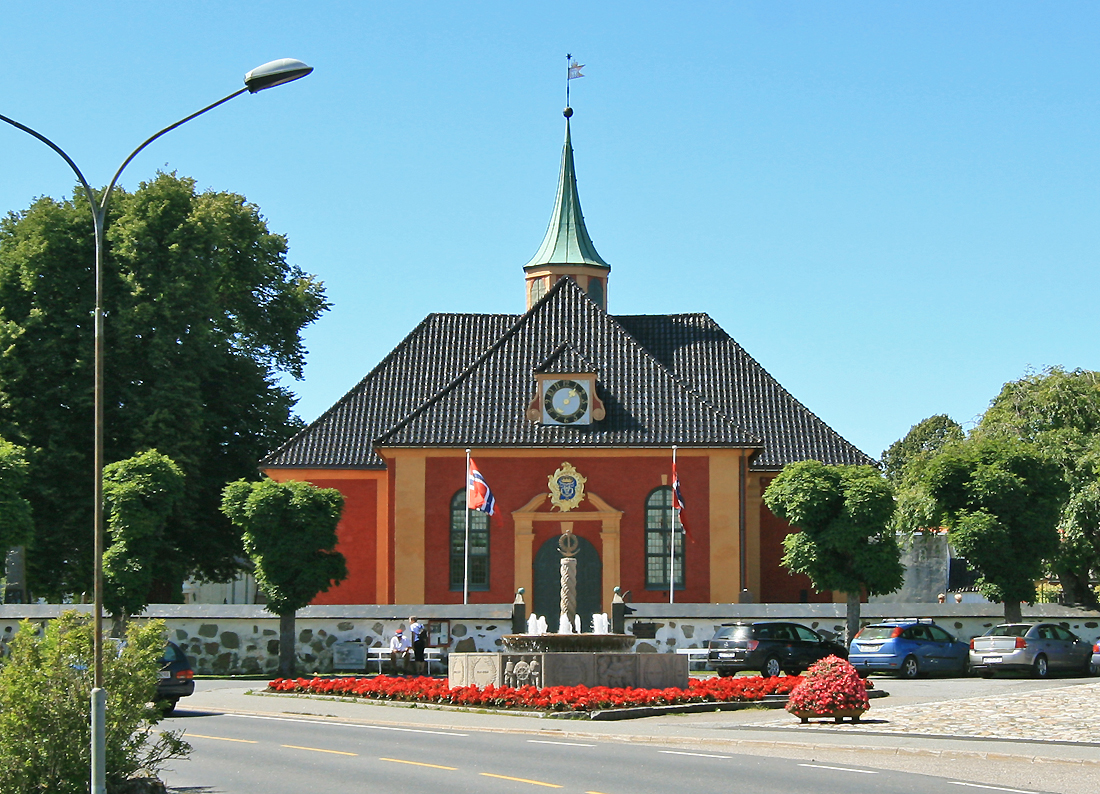
Stavern kirke
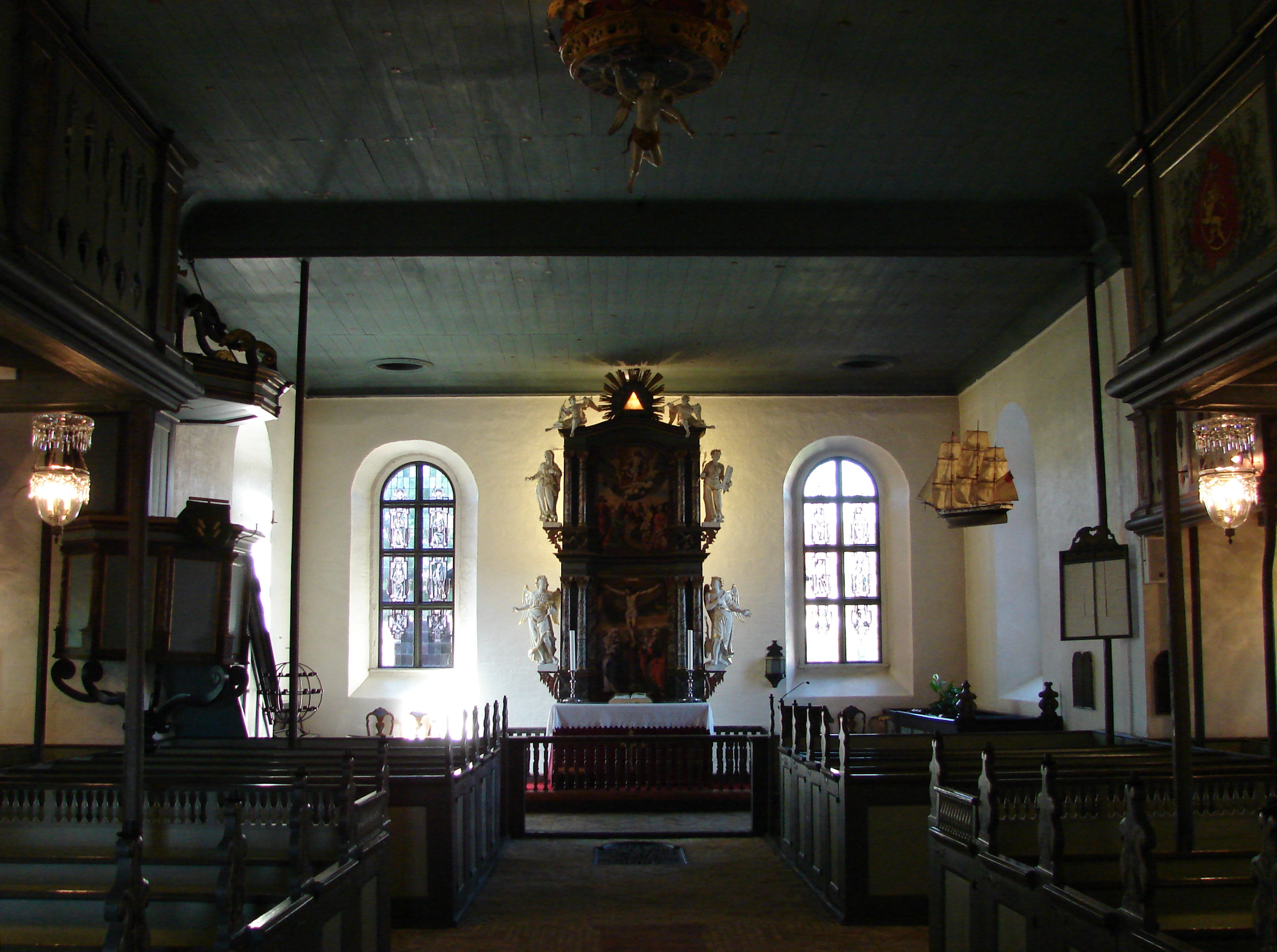
Stavern kirke, interieur
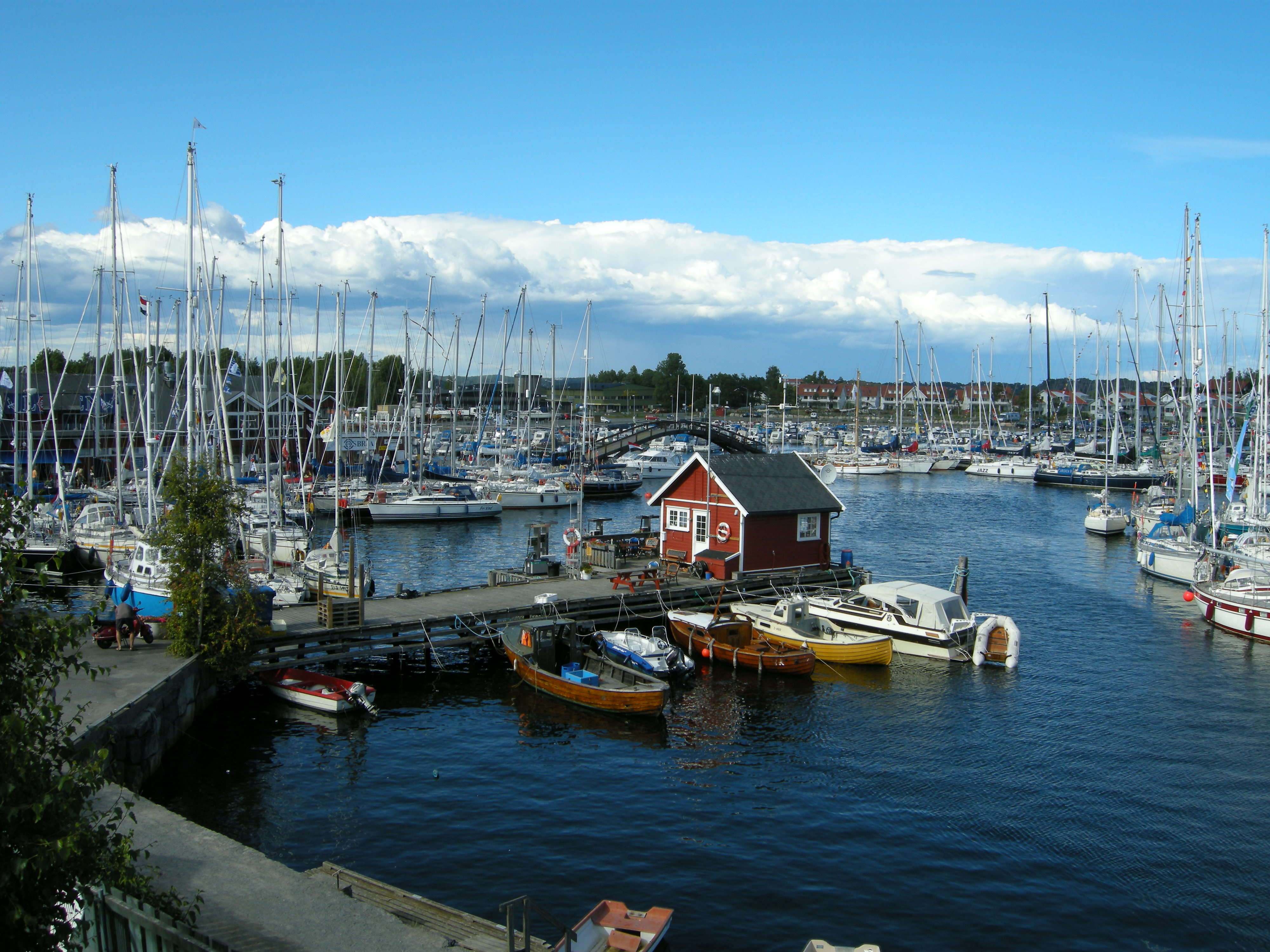
Haven